# Les mamelles de Tirésias
Les mamelles de Tirésias (Le mammelle di Tiresia) è un'opera in due atti e un prologo di Francis Poulenc, tratto dall'omonimo testo teatrale di Guillaume Apollinaire.
La prima rappresentazione ebbe luogo all'Opéra-Comique di Parigi il 3 giugno 1947 diretta da Albert Wolff.
Nel Regno Unito la première è stata il 16 giugno 1958 nella Jubilee Hall di Aldeburgh diretta da Charles Mackerras.
Nel 1970 va in scena nella George Square Theatre di Edimburgo.
Al Metropolitan Opera House di New York la première è stata nel 1981 diretta da Manuel Rosenthal con Catherine Malfitano e Jean Kraft e fino al 2002 ha avuto 31 recite.
Nel 2005 va in scena al Teatro Lauro Rossi per il Státní opera Praha con Luca Canonici per lo Sferisterio di Macerata.

## Trama
L'azione si svolge nella ipotetica città di Zanzibar, sulla riviera francese, dove Thérèse decide di abbandonare il marito, uomo greve e prepotente, e decide di assumere un'identità maschile. Lega il marito e ne prende le vesti, poi decide di chiamarsi Tirésias e lascia volar via le sue mammelle. Nel frattempo arriva un gendarme che libera il marito credendolo una donna in difficoltà. Il marito rimasto solo allora assume una forma femminile e materna e mette al mondo, in un solo giorno, 40.049 bambini. Interviene di nuovo il gendarme, il quale vedendo tutta quella prole teme per le sorti della nazione che dovrà sfamare tutte quelle bocche. Tra una continua serie di equivoci e giochi di parole l'opera si conclude con la ritrasformazione di Tirésias in Thérèse e la riconciliazione con il marito.

## Discografia parziale
- Les mamelles de Tirésias - Tokyo Opera Singers/Saito Kinen Orchestra/Seiji Ozawa/Barbara Bonney, 1997 Philips
- Les mamelles de Tiresias (1954) - André Cluytens/Paris Opéra-Comique Chorus & Orchestra/Jean Giraudeau/Marguerite Legouhy/Denise Duval/Emile Rousseau/Robert Jeantet/Julien Thirache/Frederic Leprin/Serge Rallier/Jacques Hivert/Gabriel Jullia, Naxos